# Polyoctacnemus patagoniensis
Polyoctacnemus patagoniensis is een zakpijpensoort uit de familie van de Octacnemidae. De wetenschappelijke naam van de soort is, als Octacnemus patagoniensis, voor het eerst geldig gepubliceerd in 1893 door Metcalf.